# 米约绍陨击坑

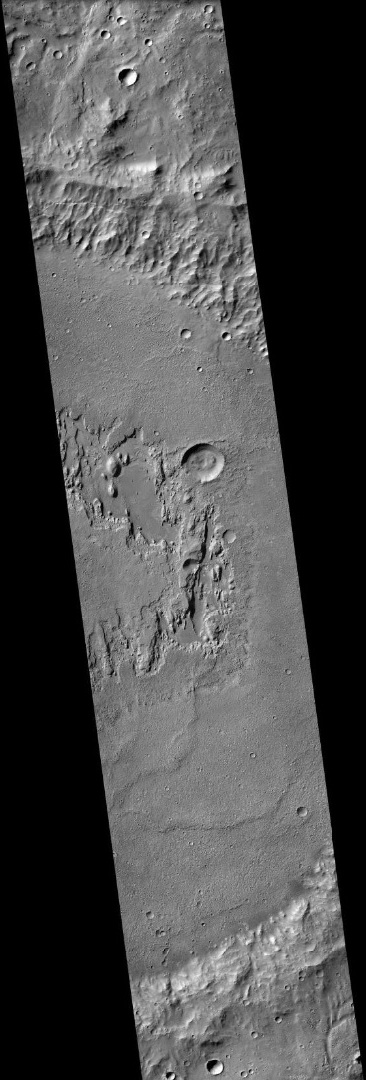
火星勘测轨道飞行器背景相机拍摄的米约绍陨击坑。

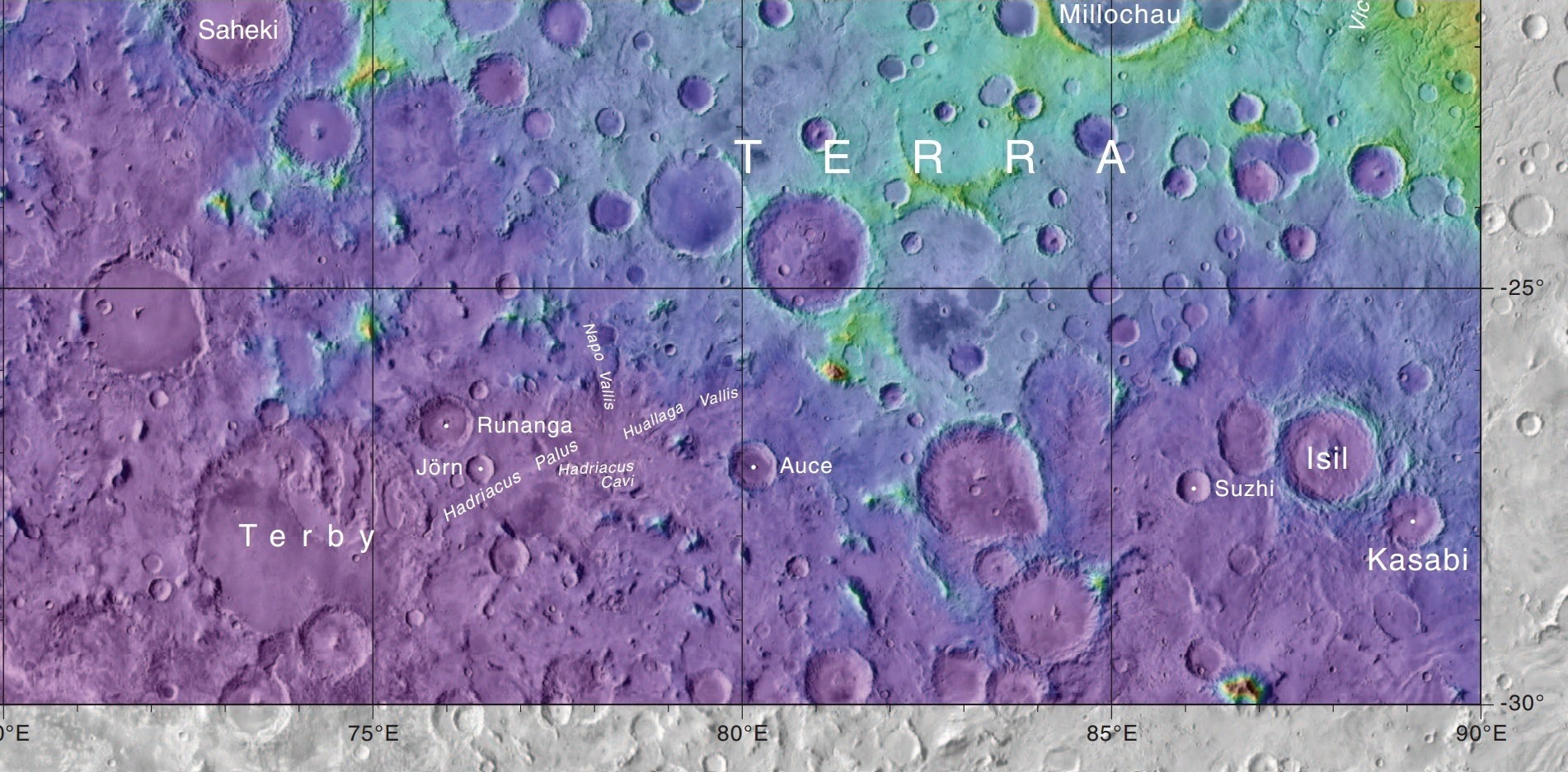
显示了米约绍陨击坑及附近其它撞击坑的激光高度计地图，颜色表示海拔高度。

米约绍陨击坑（Millochau）是火星雅庇吉亚区的一座撞击坑，其中心坐标位于南纬21.4度、西经275度处，直径115公里。该特征取名自法国天文学家加斯东·米约绍（1866年-不详），1973年被国际天文联合会行星系统命名工作组批准接受。